# 日本のアニメ映画作品一覧 (さ行)
- 映画 > 映画の一覧 > 日本の映画作品一覧 > 日本のアニメ映画作品一覧 > 日本のアニメ映画作品一覧 (さ行)
- アニメ > アニメーション映画 > 日本のアニメ映画作品一覧 > 日本のアニメ映画作品一覧 (さ行)
- アニメ > アニメ作品一覧 > 日本のアニメ映画作品一覧 > 日本のアニメ映画作品一覧 (さ行)

日本のアニメ映画作品一覧 (さ行)では、日本で制作されたアニメ映画の作品名における五十音順“さ行”の一覧を記載。
記載の凡例については日本のアニメ映画作品一覧#凡例を参照
| あ行 | か行 | さ行 | た行 | な行 | は行 | ま行 | や行 | ら行 | わ行 |
| ---- | ---- | ---- | ---- | ---- | ---- | ---- | ---- | ---- | ---- |
| あ   | か   | さ   | た   | な   | は   | ま   | や   | ら   | わ   |
| い   | き   | し   | ち   | に   | ひ   | み   |      | り   | ゐ   |
| う   | く   | す   | つ   | ぬ   | ふ   | む   | ゆ   | る   |      |
| え   | け   | せ   | て   | ね   | へ   | め   |      | れ   | ゑ   |
| お   | こ   | そ   | と   | の   | ほ   | も   | よ   | ろ   | を   |

| その他 目次 | アニメ+実写・未公開/合作 |

| 1910年代-1950年代 | 1910年代・1920年代・1930年代・1940年代・1950年代           |
| 1960年代          | 1960・1961・1962・1963・1964・1965・1966・1967・1968・1969 |
| 1970年代          | 1970・1971・1972・1973・1974・1975・1976・1977・1978・1979 |
| 1980年代          | 1980・1981・1982・1983・1984・1985・1986・1987・1988・1989 |
| 1990年代          | 1990・1991・1992・1993・1994・1995・1996・1997・1998・1999 |
| 2000年代          | 2000・2001・2002・2003・2004・2005・2006・2007・2008・2009 |
| 2010年代          | 2010・2011・2012・2013・2014・2015・2016・2017・2018・2019 |
| 2020年代          | 2020・2021・2022・2023・2024・2025・2026・2027・2028・2029 |

| 目次 | • 脚注• 注釈• 出典• 参考リンク |

## さ
| 作品名                                                    | 公開年月日                 | 上映時間 | 監督                                                 | 制作                         |
| --------------------------------------------------------- | -------------------------- | -------- | ---------------------------------------------------- | ---------------------------- |
| SERVAMP Alice in the Garden                               | 2018年（平成30年）4月7日   | 59分     | 中野英明                                             | プラチナビジョン             |
| 劇場版 PSYCHO-PASS サイコパス                             | 2015年（平成27年）1月9日   | 113分    | 本広克行（総監督）                                   | Production I.G               |
| サイボーグ009                                             | 1966年（昭和41年）7月21日  | 60分     | 芹川有吾（演出）                                     | 東映動画スタジオ             |
| サイボーグ009 怪獣戦争                                    | 1967年（昭和42年）3月19日  | 60分     | 芹川有吾（演出）                                     | 東映動画スタジオ             |
| サイボーグ009 超銀河伝説                                  | 1980年（昭和55年）12月20日 | 130分    | 明比正行                                             | 東映動画                     |
| サイボーグ009VSデビルマン                                 | 2015年（平成27年）10月17日 | 85分     | 川越淳                                               | ビーメディア、アクタス       |
| CYBORG009 CALL OF JUSTICE 第1章                           | 2016年（平成28年）11月25日 | 89分     | 神山健治（総監督）                                   | SIGNAL.MD、OLM Digital       |
| CYBORG009 CALL OF JUSTICE 第2章                           | 2016年（平成28年）12月2日  | 92分     | 神山健治（総監督）                                   | SIGNAL.MD、OLM Digital       |
| CYBORG009 CALL OF JUSTICE 第3章                           | 2016年（平成28年）12月9日  | 95分     | 神山健治（総監督）                                   | SIGNAL.MD、OLM Digital       |
| 西遊記                                                    | 1960年（昭和35年）8月14日  | 88分     | 藪下泰司（演出）、手塚治虫（演出）、白川大作（演出） | 東映動画                     |
| SILENT MÖBIUS THE MOTION PICTURE                          | 1991年（平成3年）8月17日   | 54分     | 菊池通隆、富沢和雄                                   | AIC                          |
| SILENT MÖBIUS THE MOTION PICTURE 2                        | 1992年（平成4年）7月18日   | 60分     | 井出安軌                                             | AIC                          |
| サカサマのパテマ                                          | 2013年（平成25年）11月9日  | 99分     | 吉浦康裕                                             | パープルカウスタジオジャパン |
| The♥かぼちゃワイン ニタの愛情物語                         | 1984年（昭和59年）7月14日  | 24分     | 矢吹公郎（演出）                                     | 東映動画                     |
| 魁!!男塾                                                  | 1988年（昭和63年）7月23日  | 71分     | 今沢哲男                                             | 東映動画                     |
| サクラ大戦 活動写真                                       | 2001年（平成13年）12月22日 | 85分     | 本郷みつる                                           | Production I.G               |
| 桜の温度                                                  | 2011年（平成23年）10月29日 | 21分     | 平尾隆之                                             | Ufotable                     |
| サザエさん                                                | 1975年（昭和50年）3月15日  | 10分     | 村山修（演出）                                       | エイケン                     |
| ザッツ・はなかっぱミュージカル パンとごはん、どっちなの!? | 2013年（平成25年）4月12日  | 10分     | のなかかずみ                                         | XEBEC、OLM                   |
| THE DOG OF FLANDERS フランダースの犬                      | 1997年（平成9年）3月15日   | 103分    | 黒田昌郎                                             | 日本アニメーション           |
| ザ☆ドラえもんズ 怪盗ドラパン謎の挑戦状!                   | 1997年（平成9年）3月8日    | 31分     | 米谷良知                                             | シンエイ動画                 |
| ザ☆ドラえもんズ ムシムシぴょんぴょん大作戦!               | 1998年（平成10年）3月7日   | 16分     | 米谷良知                                             | シンエイ動画                 |
| ザ☆ドラえもんズ おかしなお菓子なオカシナナ?               | 1999年（平成11年）3月6日   | 16分     | 米谷良知                                             | シンエイ動画                 |
| ザ☆ドラえもんズ ドキドキ機関車大爆走!                     | 2000年（平成12年）3月11日  | 17分     | 錦織博                                               | シンエイ動画                 |
| ザ☆ドラえもんズ ゴール!ゴール!ゴール!!                    | 2002年（平成14年）3月9日   | 7分      | やすみ哲夫                                           | シンエイ動画                 |
| ザ ヒューマノイド                                         | 1986年（昭和61年）3月21日  | 46分     | 政木伸一                                             | カナメプロダクション         |
| ザブングルグラフィティ                                    | 1983年（昭和58年）7月9日   | 84分     | 富野由悠季                                           | 日本サンライズ               |
| ザ・ボーグマン ラストバトル                               | 1989年（平成元年）9月16日  | 60分     | 根岸弘                                               | 葦プロダクション             |
| サマーウォーズ                                            | 2009年（平成21年）8月1日   | 114分    | 細田守                                               | マッドハウス                 |
| 侍ジャイアンツ                                            | 1973年（昭和48年）12月20日 | 24分     | 長浜忠夫（演出）                                     | 東京ムービー                 |
| 侍ジャイアンツ 殺生河原の決闘                             | 1974年（昭和48年）3月21日  | 24分     | 長浜忠夫（演出）                                     | 東京ムービー                 |
| THE MOTION PICTURE 餓狼伝説                               | 1994年（平成6年）7月16日   | 95分     | 大張正己                                             | スタジオコメット             |
| さよなら銀河鉄道999 アンドロメダ終着駅                    | 1981年（昭和56年）8月1日   | 130分    | りんたろう                                           | 東映動画                     |
| さよならの朝に約束の花をかざろう                          | 2018年（平成30年）2月24日  | 115分    | 岡田麿里                                             | P.A.WORKS                    |
| THE LAST -NARUTO THE MOVIE-                               | 2014年（平成26年）12月6日  | 112分    | 小林常夫                                             | studioぴえろ                 |
| さらば宇宙戦艦ヤマト 愛の戦士たち                         | 1978年（昭和53年）8月5日   | 151分    | 舛田利雄、松本零士                                   | 東映動画                     |
| 百日紅 〜Miss HOKUSAI〜                                   | 2015年（平成27年）5月9日   | 90分     | 原恵一                                               | Production I.G               |
| 猿と蟹 サルとカニの合戦                                   | 1917年（大正6年）5月20日   | （不明） |                                                      | 日活向島撮影所               |
| さるとびエッちゃん                                        | 1972年（昭和47年）3月18日  | 24分     | 芹川有吾（演出）                                     | 東映動画                     |
| 三国志 第一部 英雄たちの夜明け                            | 1992年（平成4年）1月25日   | 138分    | 勝間田具治                                           | 東映動画                     |
| 三国志 第二部 長江燃ゆ!                                   | 1993年（平成5年）3月20日   | 148分    | 勝間田具治                                           | 東映動画                     |
| 三国志 完結編 遥かなる大地                                | 1994年（平成6年）4月9日    | 157分    | 勝間田具治                                           | 東映動画                     |
| 3丁目のタマ おねがい!モモちゃんを捜して!!                 | 1993年（平成5年）8月14日   | 40分     | 難波日登志                                           | グループ・タック             |
| 算法少女                                                  | 2016年（平成28年）12月24日 | 98分     | 外村史郎                                             | 赤の女王                     |
| ←こ                                                       | ↑目次                      | し→      | し→                                                  | し→                          |

## し
| 作品名                                                                    | 公開年月日                 | 上映時間 | 監督                                             | 制作                               |
| ------------------------------------------------------------------------- | -------------------------- | -------- | ------------------------------------------------ | ---------------------------------- |
| Genius Party                                                              | 2007年（平成19年）7月7日   | 101分    | 福島敦子、他                                     | STUDIO 4℃                          |
| Genius Party Beyond                                                       | 2008年（平成20年）10月11日 | 89分     | 前田真宏、他                                     | STUDIO 4℃                          |
| ジェレミーの木                                                            | 1983年（昭和58年）4月29日  | 20分     | 前田庸生（アニメーション監督）                   | グループ・タック                   |
| The AURORA 海のオーロラ                                                   | 2000年（平成12年）8月5日   | 91分     | 菅野嘉則                                         |                                    |
| 詩季織々                                                                  | 2018年（平成30年）8月4日   | 74分     | リ・ハオリン（総監督）                           | コミックス・ウェーブ・フィルム     |
| 地獄先生ぬ〜べ〜                                                          | 1996年（平成8年）7月6日    | 48分     | 志水淳児                                         | 東映動画                           |
| 地獄先生ぬ〜べ〜 午前0時ぬ〜べ〜死す!                                     | 1997年（平成9年）3月8日    | 45分     | 貝澤幸男                                         | 東映動画                           |
| 地獄先生ぬ〜べ〜 恐怖の夏休み!! 妖しの海の伝説!                           | 1997年（平成9年）7月12日   | 38分     | 志水淳児                                         | 東映動画                           |
| 屍者の帝国                                                                | 2015年（平成27年）10月2日  | 120分    | 牧原亮太郎                                       | WIT STUDIO                         |
| 舌切雀                                                                    | 1917年（大正6年）10月18日  | （不明） | 北山清太郎                                       | 日活向島撮影所                     |
| 舌切雀                                                                    | 1923年（大正12年）2月1日   | （不明） | ヘンリー小谷                                     | ヘンリー小谷映画                   |
| シックス・エンジェルズ                                                    | 2002年（平成14年）7月6日   | 95分     | 小林誠（総監督）                                 | エイティーワン・エンタテイメント   |
| CITY HUNTER 愛と宿命のマグナム                                            | 1989年（平成元年）6月17日  | 85分     | こだま兼嗣                                       | サンライズ                         |
| CITY HUNTER 百万ドルの陰謀                                                | 1990年（平成2年）8月25日   | 45分     | こだま兼嗣                                       | サンライズ                         |
| CITY HUNTER ベイシティウォーズ                                            | 1990年（平成2年）8月25日   | 45分     | こだま兼嗣                                       | サンライズ                         |
| 劇場版 シドニアの騎士                                                     | 2015年（平成27年）3月6日   | 133分    | 静野孔文                                         | ポリゴン・ピクチュアズ             |
| シナモン the Movie                                                        | 2007年（平成19年）12月22日 | 45分     | 杉井ギサブロー                                   | マッドハウス                       |
| シニカル・ヒステリー・アワー 第1話 トリップコースター                     | 1988年（昭和63年）12月24日 | 8分      | 玖保キリコ                                       | グループ・タック                   |
| シニカル・ヒステリー・アワー 第2話 へんしん!                              | 1989年（平成元年）2月4日   | 8分      | 玖保キリコ                                       | グループ・タック                   |
| シニカル・ヒステリー・アワー 第3話 夜は楽しい                             | 1989年（平成元年）4月8日   | 8分      | 玖保キリコ                                       | グループ・タック                   |
| シニカル・ヒステリー・アワー 第4話 うたかたのうた                         | 1989年（平成元年）6月24日  | 8分      | 玖保キリコ                                       | グループ・タック                   |
| 劇場版 しまじろうのわお! しまじろうとフフのだいぼうけん すくえ!七色の花   | 2013年（平成25年）3月15日  | 50分     | 平林勇                                           | アンサー・スタジオ                 |
| 劇場版 しまじろうのわお! しまじろうとくじらのうた                         | 2014年（平成26年）3月14日  | 59分     | 平林勇                                           | アンサー・スタジオ                 |
| 劇場版 しまじろうのわお! しまじろうとおおきなき                           | 2015年（平成27年）3月13日  | 60分     | 平林勇                                           | アンサー・スタジオ                 |
| 劇場版 しまじろうのわお! しまじろうとえほんのくに                         | 2016年（平成28年）3月11日  | 61分     | 平林勇                                           | アンサー・スタジオ                 |
| 劇場版 しまじろうのわお! しまじろうと にじのオアシス                      | 2017年（平成29年）3月10日  | 60分     | 平林勇                                           | アンサー・スタジオ                 |
| 映画 しまじろう まほうのしまのだいぼうけん                                | 2018年（平成30年）3月9日   | 60分     | 川又浩                                           | アンサー・スタジオ                 |
| 劇場版 灼眼のシャナ                                                       | 2007年（平成19年）4月21日  | 60分     | 渡部高志                                         | J.C.STAFF                          |
| 寫眞館                                                                    | 2013年（平成25年）11月9日  | 17分     | なかむらたかし                                   | スタジオコロリド                   |
| ジャスティ                                                                | 1985年（昭和60年）7月20日  | 44分     | 高橋資祐                                         | スタジオぴえろ                     |
| ジャックと豆の木                                                          | 1941年（昭和16年）4月24日  | 17分     | 荒井和五郎、飛石仲也                             | 朝日映画社                         |
| ジャックと豆の木                                                          | 1974年（昭和49年）7月20日  | 98分     | 杉井ギサブロー                                   | グループ・タック                   |
| シャム猫 -ファーストミッション-                                           | 2001年（平成13年）10月6日  | 90分     | 細田雅弘                                         | 武遊                               |
| じゃりン子チエ                                                            | 1981年（昭和56年）4月11日  | 110分    | 高畑勲                                           | 東京ムービー新社                   |
| ジャングル黒べえ                                                          | 1973年（昭和48年）3月17日  | 13分     | 出崎統（演出）                                   | 東京ムービー                       |
| ジャングル大帝                                                            | 1966年（昭和41年）7月31日  | 76分     | 山本暎一                                         | 虫プロダクション                   |
| ジャングル大帝                                                            | 1997年（平成9年）8月1日    | 99分     | 竹内啓雄                                         | 手塚プロダクション                 |
| ジャンゴのダンスカーニバル                                                | 2001年（平成13年）3月3日   | 6分      | 西尾大介                                         | 東映アニメーション                 |
| 11人いる!                                                                 | 1986年（昭和61年）11月1日  | 91分     | 出﨑哲、冨永恒雄                                 | キティ・フィルム                   |
| 11ぴきのねこ                                                              | 1980年（昭和55年）7月19日  | 83分     | 藤本四郎（演出）                                 | グループ・タック                   |
| 11ぴきのねことあほうどり                                                  | 1986年（昭和61年）8月23日  | 90分     | 小華和ためお                                     | グループ・タック                   |
| 獣兵衛忍風帖                                                              | 1993年（平成5年）6月5日    | 92分     | 川尻善昭                                         | マッドハウス                       |
| 映画 ジュエルペット スウィーツダンスプリンセス                            | 2012年（平成24年）8月11日  | 63分     | 桜井弘明                                         | スタジオコメット                   |
| 劇場版 STEINS;GATE 負荷領域のデジャヴ                                     | 2013年（平成25年）4月20日  | 89分     | 佐藤卓哉（総監督）、浜崎博嗣（総監督）           | WHITE FOX                          |
| ジュノー                                                                  | 2010年（平成22年）5月11日  | 60分     | 木村真一郎                                       | スタジオ雲雀                       |
| 證城寺の狸囃子 塙団右衛門 【別名『塙団右衛門 化物退治の巻』】             | 1935年（昭和10年）         | 10分     | 片岡芳太郎                                       | 日本マンガフィルム研究所           |
| 少女革命ウテナ アドゥレセンス黙示録                                       | 1999年（平成11年）8月14日  | 85分     | 幾原邦彦                                         | J.C.STAFF                          |
| 湘南爆走族III 10オンスの絆                                                | 1987年（昭和62年）10月24日 | 52分     | 西沢信孝                                         | 東映動画                           |
| 少年ケニヤ                                                                | 1984年（昭和59年）3月10日  | 109分    | 大林宣彦、今沢哲男                               | 東映動画                           |
| 少年猿飛佐助                                                              | 1959年（昭和34年）12月25日 | 83分     | 薮下泰司（演出）                                 | 東映動画                           |
| 少年ジャックと魔法使い                                                    | 1967年（昭和42年）3月19日  | 80分     | 薮下泰司（演出）                                 | 東映動画                           |
| 少年忍者 風のフジ丸 謎のアラビヤ人形                                      | 1964年（昭和39年）7月21日  | 53分     | 白川大作（演出）、矢吹公郎（演出）               | 東映動画                           |
| 少年忍者 風のフジ丸 まぼろし魔術団                                        | 1965年（昭和40年）3月20日  | 50分     | 白川大作（演出）、矢吹公郎（演出）               | 東映動画                           |
| 少年忍者 風のフジ丸 大猿退治                                              | 1965年（昭和40年）7月24日  | 44分     | 白川大作（演出）、村上鎮雄（演出）               | 東映動画                           |
| 勝利投手                                                                  | 1987年（昭和62年）10月24日 | 72分     | 芝田浩樹                                         | 東映動画                           |
| 昭和物語                                                                  | 2011年（平成23年）1月29日  | 100分    | 村上匡宏                                         | ワオワールド                       |
| SHORT PEACE                                                               | 2013年（平成25年）7月20日  | 68分     | 大友克洋、他                                     | サンライズ                         |
| ジョジョの奇妙な冒険 ファントムブラッド                                   | 2007年（平成19年）2月17日  | 90分     | 羽山淳一                                         | A.P.P.P                            |
| ジョバンニの島                                                            | 2014年（平成26年）2月22日  | 102分    | 西久保瑞穂                                       | Production I.G                     |
| しらんぷり                                                                | 2012年（平成24年）3月24日  | 25分     | 宮下新平                                         | 白組                               |
| シリウスの伝説                                                            | 1981年（昭和56年）7月18日  | 100分    | 波多正美                                         | サンリオ                           |
| 白旗の少女 琉子                                                           | 1988年（昭和63年）7月21日  | 61分     | 出﨑哲                                           | マジックバス                       |
| 新SOS大東京探検隊                                                         | 2007年（平成19年）5月19日  | 40分     | 高木真司                                         | サンライズ                         |
| 新機動戦記ガンダムW Endless Waltz 特別編                                  | 1998年（平成10年）8月1日   | 90分     | 青木康直                                         | サンライズ                         |
| 新きまぐれオレンジ☆ロード capricious orange road そして、あの夏のはじまり | 1996年（平成8年）11月2日   | 95分     | 湯山邦彦                                         | スタジオぴえろ、京都アニメーション |
| 真救世主伝説 北斗の拳 ラオウ伝 殉愛の章                                   | 2006年（平成18年）3月11日  | 94分     | 今村隆寛                                         | トムス・エンタテインメント         |
| 真救世主伝説 北斗の拳 ラオウ伝 激闘の章                                   | 2007年（平成19年）4月28日  | 90分     | 平野俊貴                                         | トムス・エンタテインメント         |
| 真救世主伝説 北斗の拳ZERO ケンシロウ伝                                    | 2008年（平成20年）10月4日  | 90分     | 平野俊貴                                         | トムス・エンタテインメント         |
| 新・キューティーハニー                                                    | 1994年（平成6年）3月26日   | 50分     | 長岡康史                                         | スタジオジュニオ                   |
| 新巨人の星                                                                | 1977年（昭和52年）12月1日  | 77分     | 今沢哲男（演出）、岡崎稔（演出）、出﨑哲（演出） | 東京ムービー                       |
| 新巨人の星 嵐の中のテスト生                                               | 1978年（昭和53年）3月18日  | 24分     | 出﨑哲（演出）                                   | 東京ムービー                       |
| 劇場版 進撃の巨人 前編 紅蓮の弓矢                                         | 2014年（平成26年）11月22日 | 119分    | 荒木哲郎                                         | WIT STUDIO                         |
| 劇場版 進撃の巨人 後編 自由の翼                                           | 2015年（平成27年）6月27日  | 121分    | 荒木哲郎                                         | WIT STUDIO                         |
| 劇場版 進撃の巨人 Season2 覚醒の咆哮                                      | 2018年（平成30年）1月13日  | 120分    | 荒木哲郎（総監督）                               | WIT STUDIO                         |
| 新世紀エヴァンゲリオン劇場版 シト新生                                     | 1997年（平成9年）3月15日   | 99分     | 庵野秀明（総監督）                               | GAINAX、Production I.G             |
| 新世紀エヴァンゲリオン劇場版 Air/まごころを、君に                         | 1997年（平成9年）7月19日   | 87分     | 庵野秀明（総監督）                               | GAINAX、Production I.G             |
| 新説カチカチ山                                                            | 1935年（昭和10年）         | （不明） | 市川義一（市川崑）                               | JOトーキー漫画部                   |
| 新造人間キャシャーン                                                      | 1974年（昭和49年）3月21日  | 25分     | 笹川ひろし（演出）                               | タツノコプロ                       |
| 新・ど根性ガエル ど根性夢枕                                               | 1982年（昭和57年）3月20日  | 40分     | 芝山努                                           | 東京ムービー新社                   |
| シンドバッド 空とぶ姫と秘密の島                                           | 2015年（平成27年）7月4日   | 50分     | 宮下新平                                         | 日本アニメーション                 |
| シンドバッド 魔法のランプと動く島                                         | 2016年（平成28年）1月16日  | 50分     | 宮下新平                                         | 日本アニメーション                 |
| シンドバット                                                              | 2016年（平成28年）5月14日  | 114分    | 宮下新平                                         | 日本アニメーション                 |
| 神秘の法                                                                  | 2012年（平成24年）10月6日  | 119分    | 今掛勇                                           | 「神秘の法」スタジオ               |
| 新妹魔王の契約者 DEPARTURES                                               | 2018年（平成30年）1月27日  | 60分     | 斎藤久                                           | プロダクションアイムズ             |
| 新メイプルタウン物語 パームタウン編                                       | 1987年（昭和62年）3月14日  | 31分     | 設楽博                                           | 東映動画                           |
| 人狼 JIN-ROH                                                              | 2000年（平成12年）6月3日   | 98分     | 沖浦啓之                                         | Production I.G                     |
| ←さ                                                                       | ↑目次                      | す→      | す→                                              | す→                                |

## す
| 作品名                                                                    | 公開年月日                 | 上映時間 | 監督                     | 制作                                          |
| ------------------------------------------------------------------------- | -------------------------- | -------- | ------------------------ | --------------------------------------------- |
| 映画 スイートプリキュア♪ とりもどせ! 心がつなぐ奇跡のメロディ♪            | 2011年（平成23年）10月29日 | 72分     | 池田洋子                 | 東映アニメーション                            |
| 翠星のガルガンティア 〜めぐる航路、遥か〜 前編                            | 2014年（平成26年）9月27日  | 54分     | 村田和也                 | Production I.G                                |
| 翠星のガルガンティア 〜めぐる航路、遥か〜 後編                            | 2015年（平成27年）4月4日   | 52分     | 村田和也                 | Production I.G                                |
| スーパードール★リカちゃん リカちゃん絶体絶命! ドールナイツの奇跡          | 1999年（平成11年）7月31日  | 30分     | 杉井ギサブロー           | マッドハウス                                  |
| スーパーマリオブラザーズ ピーチ姫救出大作戦!                              | 1986年（昭和61年）7月20日  | 60分     | 波多正美                 | グルーパープロダクション                      |
| スカイ・クロラ The Sky Crawlers                                           | 2008年（平成20年）8月2日   | 122分    | 押井守                   | Production I.G                                |
| 好きになるその瞬間を。〜告白実行委員会〜                                  | 2016年（平成28年）12月17日 | 62分     | 柳沢テツヤ               | Qualia Animation                              |
| スクライド ALTERATION TAO                                                 | 2011年（平成23年）11月19日 | 98分     | 谷口悟朗                 | サンライズ                                    |
| スクライド ALTERATION QUAN                                                | 2012年（平成24年）3月10日  | 96分     | 谷口悟朗                 | サンライズ                                    |
| 涼宮ハルヒの消失                                                          | 2010年（平成22年）2月6日   | 150分    | 石原立也（総監督）       | 京都アニメーション                            |
| スタードライバー THE MOVIE                                                | 2013年（平成25年）2月9日   | 150分    | 五十嵐卓哉               | BONES                                         |
| STAND BY ME ドラえもん                                                    | 2014年（平成26年）8月8日   | 95分     | 八木竜一、山崎貴         | シンエイ動画                                  |
| スチームボーイ                                                            | 2004年（平成16年）7月17日  | 126分    | 大友克洋                 | サンライズ                                    |
| ずっと前から好きでした。〜告白実行委員会〜                                | 2016年（平成28年）4月23日  | 64分     | 柳沢テツヤ               | Qualia Animation                              |
| すて猫トラちゃん                                                          | 1947年（昭和22年）9月25日  | 24分     | 政岡憲三                 | 日本動画、東宝教育映画部                      |
| ストライクウィッチーズ 劇場版                                             | 2012年（平成24年）3月17日  | 97分     | 高村和宏                 | AIC                                           |
| ストライクウィッチーズ サン・トロンの雷鳴                                 | 2014年（平成26年）9月20日  | 30分     | 高村和宏                 | SILVER LINK.                                  |
| ストライクウィッチーズ エーゲ海の女神                                     | 2015年（平成27年）1月10日  | 30分     | 高村和宏                 | SILVER LINK.                                  |
| ストライクウィッチーズ アルンヘムの橋                                     | 2015年（平成27年）5月2日   | 30分     | 高村和宏                 | SILVER LINK.                                  |
| STREET FIGHTER II MOVIE                                                   | 1994年（平成6年）8月6日    | 101分    | 杉井ギサブロー           | グループ・タック                              |
| ストレンヂア 無皇刃譚                                                     | 2007年（平成19年）9月29日  | 102分    | 安藤真裕                 | BONES                                         |
| THE SNACK WORLD                                                           | 2015年（平成27年）12月19日 | 5分      | 日野晃博（総監督）       |                                               |
| THE SNACK WORLD 人嫌いのレニー                                            | 2016年（平成28年）12月17日 | 9分      | 日野晃博（総監督）       |                                               |
| SPRIGGAN                                                                  | 1998年（平成10年）9月5日   | 90分     | 川崎博嗣                 | STUDIO 4℃                                     |
| スペシャルプレゼント 亜美ちゃんの初恋 美少女戦士セーラームーンSuperS 外伝 | 1995年（平成7年）12月23日  | 15分     | 五十嵐卓哉               | 東映動画                                      |
| スポチャン対決! 〜妖怪大決戦〜                                            | 2014年（平成26年）8月30日  | 70分     | 久保博志                 | ワオワールド                                  |
| 映画 スマイルプリキュア! 絵本の中はみんなチグハグ!                        | 2012年（平成24年）10月27日 | 70分     | 黒田成美                 | 東映アニメーション                            |
| SLAM DUNK                                                                 | 1994年（平成6年）3月12日   | 30分     | 西沢信孝                 | 東映動画                                      |
| SLAM DUNK 全国制覇だ! 桜木花道                                            | 1994年（平成6年）7月9日    | 45分     | 有迫俊彦                 | 東映動画                                      |
| SLAM DUNK 湘北最大の危機! 燃えろ桜木花道                                  | 1995年（平成7年）3月4日    | 40分     | 角銅博之                 | 東映動画                                      |
| SLAM DUNK 吠えろバスケットマン魂!! 花道と流川の熱き夏                     | 1995年（平成7年）7月15日   | 40分     | 明比正行                 | 東映動画                                      |
| スレイヤーズ                                                              | 1995年（平成7年）7月29日   | 59分     | やまざきかずお（総監督） | J.C.STAFF                                     |
| スレイヤーズRETURN                                                        | 1996年（平成8年）8月3日    | 60分     | 湯山邦彦（総監督）       | J.C.STAFF                                     |
| スレイヤーズぐれえと                                                      | 1997年（平成9年）8月2日    | 60分     | 湯山邦彦（総監督）       | J.C.STAFF                                     |
| スレイヤーズごぅじゃす                                                    | 1998年（平成10年）8月8日   | 62分     | わたなべひろし           | J.C.STAFF                                     |
| スレイヤーズぷれみあむ                                                    | 2001年（平成13年）12月22日 | 30分     | 佐藤順一                 | ハルフィルムメーカー                          |
| ずんだホライずん                                                          | 2017年（平成29年）4月22日  | 23分     | 竹内浩志                 | SSS、スタジオ・ライブ、ワオ・コーポレーション |
| ←し                                                                       | ↑目次                      | せ→      | せ→                      | せ→                                           |

## せ
| 作品名                                       | 公開年月日                 | 上映時間 | 監督             | 制作                       |
| -------------------------------------------- | -------------------------- | -------- | ---------------- | -------------------------- |
| セイクリッドセブン 銀月の翼                  | 2012年（平成24年）1月7日   | 60分     | 大橋誉志光       | サンライズ                 |
| 劇場版 生徒会役員共                          | 2017年（平成29年）7月21日  | 60分     | 金澤洪充         | GoHands                    |
| 聖☆おにいさん                                | 2013年（平成25年）5月10日  | 89分     | 高雄統子         | A-1 Pictures               |
| 聖闘士星矢                                   | 1987年（昭和62年）7月18日  | 45分     | 森下孝三         | 東映動画                   |
| 聖闘士星矢 神々の熱き戦い                    | 1988年（昭和63年）3月12日  | 46分     | 山内重保         | 東映動画                   |
| 聖闘士星矢 真紅の少年伝説                    | 1988年（昭和63年）7月23日  | 75分     | 山内重保         | 東映動画                   |
| 聖闘士星矢 最終聖戦の戦士たち                | 1989年（平成元年）3月18日  | 45分     | 明比正行         | 東映動画                   |
| 聖闘士星矢 天界編 序奏〜overture〜           | 2004年（平成16年）2月14日  | 83分     | 山内重保         | 東映アニメーション         |
| 聖闘士星矢 Legend of Sanctuary               | 2014年（平成26年）6月21日  | 93分     | さとうけいいち   | 東映アニメーション         |
| ゼーガペインADP                              | 2016年（平成28年）10月15日 | 118分    | 下田正美         | サンライズ                 |
| 劇場版 世界一初恋 横澤隆史の場合             | 2014年（平成26年）3月15日  | 66分     | 今千秋           | スタジオディーン           |
| 世界一初恋 バレンタイン編                    | 2014年（平成26年）3月15日  | 5分      | 今千秋           | スタジオディーン           |
| 世界名作童話 白鳥の王子                      | 1977年（昭和52年）3月19日  | 62分     | 西沢信孝（演出） | 東映動画                   |
| 世界名作童話 おやゆび姫                      | 1978年（昭和53年）3月18日  | 64分     | 芹川有吾（演出） | 東映動画                   |
| 世界名作童話 森は生きている                  | 1980年（昭和55年）3月15日  | 65分     | 矢吹公郎（演出） | 東映動画                   |
| 世界名作童話 白鳥の湖                        | 1981年（昭和56年）3月14日  | 75分     | 矢吹公郎（演出） | 東映動画                   |
| 世界名作童話 アラジンと魔法のランプ          | 1982年（昭和57年）3月13日  | 65分     | 笠井由勝（演出） | 東映動画                   |
| 絶望の怪物                                   | 2019年（令和元年）6月10日  | 30分     | コタニジュンヤ   | コタニジュンヤ             |
| ゼノ かぎりなき愛に                          | 1999年（平成11年）5月15日  | 74分     | 宇井孝司         | メディアビジョン           |
| 劇場版 selector infected WIXOSS              | 2016年（平成28年）2月13日  | 89分     | 佐藤卓哉         | J.C.STAFF                  |
| 009 RE:CYBORG                                | 2012年（平成24年）10月27日 | 107分    | 神山健治         | Production I.G、サンジゲン |
| セロひきのゴーシュ                           | 1949年（昭和24年）5月      | 19分     | 田中喜次         | 日本映画社                 |
| セロひきのゴーシュ                           | 1963年（昭和38年）         | 19分     | 神保まつえ       | 学習研究社                 |
| セロ弾きのゴーシュ                           | 1982年（昭和57年）1月23日  | 63分     | 高畑勲           | オープロダクション         |
| 戦国奇譚 妖刀伝 総集編                       | 1989年（平成元年）5月27日  | 87分     | 山崎理           | J.C.STAFF                  |
| 劇場版 戦国BASARA -The Last Party-           | 2011年（平成23年）6月4日   | 90分     | 野村和也         | Production I.G             |
| 戦国魔神ゴーショーグン                       | 1982年（昭和57年）4月24日  | 65分     | 湯山邦彦         | 葦プロダクション           |
| 戦国魔神ゴーショーグン 時の異邦人            | 1985年（昭和60年）4月27日  | 90分     | 湯山邦彦         | 葦プロダクション           |
| CENCOROLL                                    | 2009年（平成21年）8月22日  | 30分     | 宇木敦哉         | シンク、uki partners LLP   |
| ゼンダマン ピラミッドの謎の箱だよ!ゼンダマン | 1980年（昭和55年）3月15日  | 13分     | 大貫信夫         | 竜の子プロダクション       |
| 千と千尋の神隠し                             | 2001年（平成13年）7月20日  | 125分    | 宮崎駿           | スタジオジブリ             |
| 1000年女王                                   | 1982年（昭和57年）3月13日  | 121分    | 明比正行         | 東映動画                   |
| 千年女優                                     | 2002年（平成14年）9月14日  | 87分     | 今敏             | マッドハウス               |
| 千夜一夜物語                                 | 1969年（昭和44年）6月14日  | 128分    | 山本暎一         | 虫プロダクション           |
| ←す                                          | ↑目次                      | そ→      | そ→              | そ→                        |

## そ
| 作品名                                                   | 公開年月日                 | 上映時間 | 監督             | 制作                       |
| -------------------------------------------------------- | -------------------------- | -------- | ---------------- | -------------------------- |
| 蒼穹のファフナー HEAVEN AND EARTH                        | 2010年（平成22年）12月25日 | 88分     | 鈴木利正         | XEBEC                      |
| 装甲騎兵ボトムズ ザ・ラストレッドショルダー              | 1986年（昭和61年）8月2日   | 53分     | 高橋良輔         | 日本サンライズ             |
| 装甲騎兵ボトムズ ペールゼン・ファイルズ 劇場版           | 2009年（平成21年）1月17日  | 110分    | 高橋良輔         | サンライズ                 |
| 装甲騎兵ボトムズ Case;IRVINE                             | 2010年（平成22年）11月6日  | 49分     | 五十嵐紫樟       | サンライズ                 |
| 装甲騎兵ボトムズ 孤影再び                                | 2011年（平成23年）1月8日   | 49分     | 高橋良輔         | サンライズ                 |
| 象のいない動物園                                         | 1982年（昭和57年）3月20日  | 79分     | 前田庸生         | グループ・タック           |
| 劇場版 ソードアート・オンライン -オーディナル・スケール- | 2017年（平成29年）2月18日  | 119分    | 伊藤智彦         | A-1 Pictures               |
| 続・終物語                                               | 2018年（平成30年）11月10日 | 148分    | 新房昭之         | シャフト                   |
| 空飛ぶ都市計画                                           | 2005年（平成17年）9月10日  | 5分      | 百瀬ヨシユキ     | スタジオカジノ             |
| 空飛ぶゆうれい船                                         | 1969年（昭和44年）7月20日  | 60分     | 池田宏（演出）   | 東映動画                   |
| 劇場版 そらのおとしもの 時計じかけの哀女神               | 2011年（平成23年）6月25日  | 96分     | 斎藤久（総監督） | AIC A.S.T.A.               |
| そらのおとしものFinal 永遠の私の鳥籠                     | 2014年（平成26年）4月26日  | 49分     | 斎藤久           | プロダクションアイムズ     |
| それいけ!アンパンマン キラキラ星の涙                     | 1989年（平成元年）3月11日  | 75分     | 永丘昭典         | 東京ムービー新社           |
| それいけ!アンパンマン ばいきんまんの逆襲                 | 1990年（平成2年）7月14日   | 70分     | 永丘昭典         | 東京ムービー新社           |
| それいけ!アンパンマン とべ! とべ! ちびごん               | 1991年（平成3年）7月20日   | 40分     | 永丘昭典         | 東京ムービー新社           |
| それいけ!アンパンマン つみき城のひみつ                   | 1992年（平成4年）3月14日   | 60分     | 永丘昭典         | 東京ムービー新社           |
| それいけ!アンパンマン 恐竜ノッシーの大冒険               | 1993年（平成5年）7月17日   | 60分     | 永丘昭典         | 東京ムービー新社           |
| それいけ!アンパンマン リリカル★マジカルまほうの学校      | 1994年（平成6年）7月16日   | 60分     | 永丘昭典         | 東京ムービー新社           |
| それいけ!アンパンマン ゆうれい船をやっつけろ!!           | 1995年（平成7年）7月29日   | 56分     | 矢野博之         | 東京ムービー新社           |
| それいけ!アンパンマン 空とぶ絵本とガラスの靴             | 1996年（平成8年）7月13日   | 60分     | 永丘昭典         | キョクイチ東京ムービー     |
| それいけ!アンパンマン 虹のピラミッド                     | 1997年（平成9年）7月26日   | 56分     | 大賀俊二         | キョクイチ東京ムービー     |
| それいけ!アンパンマン てのひらを太陽に                   | 1998年（平成10年）7月25日  | 60分     | 永丘昭典         | キョクイチ東京ムービー     |
| それいけ!アンパンマン 勇気の花がひらくとき               | 1999年（平成11年）7月24日  | 57分     | 篠原俊哉         | 東京ムービー               |
| それいけ!アンパンマン 人魚姫のなみだ                     | 2000年（平成12年）7月29日  | 56分     | 永丘昭典         | 東京ムービー               |
| それいけ!アンパンマン ゴミラの星                         | 2001年（平成13年）7月14日  | 51分     | 大賀俊二         | 東京ムービー               |
| それいけ!アンパンマン ロールとローラ うきぐも城のひみつ  | 2002年（平成14年）7月13日  | 50分     | 大賀俊二         | 東京ムービー               |
| それいけ!アンパンマン ルビーの願い                       | 2003年（平成15年）7月12日  | 50分     | 矢野博之         | 東京ムービー               |
| それいけ!アンパンマン 夢猫の国のニャニイ                 | 2004年（平成16年）7月17日  | 50分     | 矢野博之         | 東京ムービー               |
| それいけ!アンパンマン ハピーの大冒険                     | 2005年（平成17年）7月16日  | 50分     | 矢野博之         | 東京ムービー               |
| それいけ!アンパンマン いのちの星のドーリィ               | 2006年（平成18年）7月15日  | 51分     | 矢野博之         | 東京ムービー               |
| それいけ!アンパンマン シャボン玉のプルン                 | 2007年（平成19年）7月14日  | 50分     | 矢野博之         | 東京ムービー               |
| それいけ!アンパンマン 妖精リンリンのひみつ               | 2008年（平成20年）7月12日  | 50分     | 永丘昭典         | 東京ムービー               |
| それいけ!アンパンマン だだんだんとふたごの星             | 2009年（平成21年）7月4日   | 50分     | 川越淳           | 東京ムービー               |
| それいけ!アンパンマン ブラックノーズと魔法の歌           | 2010年（平成22年）7月10日  | 51分     | 矢野博之         | 東京ムービー               |
| それいけ!アンパンマン すくえ! ココリンと奇跡の星         | 2011年（平成23年）7月2日   | 45分     | 矢野博之         | 東京ムービー               |
| それいけ!アンパンマン よみがえれ バナナ島                | 2012年（平成24年）7月7日   | 47分     | 矢野博之         | トムス・エンタテインメント |
| それいけ!アンパンマン とばせ! 希望のハンカチ             | 2013年（平成25年）7月6日   | 45分     | 矢野博之         | トムス・エンタテインメント |
| それいけ!アンパンマン りんごぼうやとみんなの願い         | 2014年（平成26年）7月5日   | 48分     | 川越淳           | トムス・エンタテインメント |
| それいけ!アンパンマン ミージャと魔法のランプ             | 2015年（平成27年）7月4日   | 46分     | 矢野博之         | トムス・エンタテインメント |
| それいけ!アンパンマン おもちゃの星のナンダとルンダ       | 2016年（平成28年）7月2日   | 62分     | 川越淳           | トムス・エンタテインメント |
| それいけ!アンパンマン ブルブルの宝探し大冒険!            | 2017年（平成29年）7月1日   | 62分     | 矢野博之         | トムス・エンタテインメント |
| それいけ!アンパンマン かがやけ!クルンといのちの星        | 2018年（平成30年）6月30日  | 61分     | 矢野博之         | トムス・エンタテインメント |
| ←せ                                                      | ↑目次                      | た→      | た→              | た→                        |